# David Platt
Pour les articles homonymes, voir Platt.
David Platt, né le 10 juin 1966 à Chadderton (Angleterre), est un footballeur international anglais, qui évoluait au poste de milieu offensif.
Platt a marqué vingt-sept buts lors de ses soixante-deux sélections avec l'équipe d'Angleterre entre 1989 et 1996. Il participe à la Coupe du monde 1990, à l'Euro 1992 et à l'Euro 1996.

## Biographie
Lorsqu'il était jeune, David Platt fut refusé par Manchester United FC, ce qui lui permit de rejoindre Crewe Alexandra FC. Le succès commençant, il fut repéré et rejoignit Aston Villa FC.
Après s'être adapté au plus haut niveau du football, il fut sélectionné dans l'équipe nationale par Bobby Robson lors d'un match amical contre l'Italie en 1989. Il participa d'ailleurs à la coupe du monde de football 1990.
Alors qu'il était sur le banc lors des matchs de groupes, David Platt rentra sur le terrain contre la Belgique. Il inscrivit un but mémorable dans les dernières minutes du match, qui envoya l'Angleterre en quarts de finale.
Lors du quart de finale contre le Cameroun, Bryan Robson se blessa. Platt pris sa place et inscrivit de nouveau un but. Il apparut aussi dans la demi-finale contre l'Allemagne. La séance de tirs au but, mit fin à l'épopée anglaise. Platt terminera la compétition en inscrivant un but contre l'Italie (Défaite 2-1) , lors du match pour la 3e place.
Lors du Championnat d'Europe des nations de football en 1992, Platt inscrivit le seul but de l'Angleterre qui sortit de la compétition après n'avoir gagné aucun de ses matchs de poule. 
Platt fut remplaçant lors de l'Euro 96 et ne rentra que lors du quart de finale contre l'Espagne lorsque Paul Ince se blessa. Dans les demi-finales il marqua un penalty contre l'Allemagne mais l'Angleterre perdit ce match. David Platt se retira des compétitions internationales après 62 matchs dont 13 en tant que capitaine et 27 buts marqués.
Par la suite, Platt, surnommé MacDonald, joua pour l'AS Bari, la Juventus et l'UC Sampdoria. Arsenal FC le recruta en 1995 et gagna des titres en 1998 notamment le Championnat d'Angleterre de football et la FA Cup.

## Retraite
Il quitta Arsenal pour devenir entraîneur de la Sampdoria. Il fut par la suite nommé en 1999 coach de Nottingham Forest FC, mais l'achat massif de joueurs mis les comptes du club dans le rouge. 
Par la suite, il est devenu entraîneur de l'équipe d'Angleterre espoirs avec un succès modéré, se qualifiant tout de même pour le championnat d'Europe de football junior. Il quitta son poste en 2004 et fut remplacé par Peter John Taylor.
Il est nommé adjoint de Roberto Mancini à Manchester City en juillet 2010.

## Carrière
- 1985-1988 : Crewe Alexandra  Angleterre
- 1988-1991 : Aston Villa  Angleterre
- 1991-1992 : AS Bari  Italie
- 1992-1993 : Juventus  Italie
- 1993-1995 : Sampdoria  Italie
- 1995-1998 : Arsenal  Angleterre
- 1999-2001 : Nottingham Forest  Angleterre[2],[3]

## Palmarès

### En club
- Vainqueur de la Coupe de l'UEFA en 1993 avec la Juventus Turin
- Champion d'Angleterre en 1998 avec Arsenal
- Vainqueur de la Coupe d'Italie en 1994 avec la Sampdoria de Gênes
- Vainqueur de la Coupe d'Angleterre en 1998 avec Arsenal
- Vainqueur de la Milk Cup en 1987 avec Crewe Alexandra
- Vice-champion d'Angleterre de Division 2 en 1988 avec Aston Villa

### EnÉquipe d'Angleterre
- 62 sélections et 27 buts entre 1989 et 1996
- Participation à la Coupe du Monde en 1990 (4e)
- Participation au Championnat d'Europe des Nations en 1992 (Premier Tour) et en 1996 (1/2 finaliste)

### Distinction individuelle
- Élu Joueur de l'Année PFA du Championnat d'Angleterre en 1990